# Platycoelia signaticollis
Platycoelia signaticollis är en skalbaggsart som beskrevs av Hermann Burmeister 1844. Platycoelia signaticollis ingår i släktet Platycoelia och familjen Rutelidae. Inga underarter finns listade i Catalogue of Life.